# Thyonidium drummondii
Thyonidium drummondii is een zeekomkommer uit de familie Cucumariidae. De wetenschappelijke naam van de soort werd in 1840 gepubliceerd door William Thompson.

## Beschrijving
Thyonidium drummondii is een tot 25 cm lange zeekomkommer die zijn grote rode tentakels uitsteekt vanuit modderige sedimenten. De tentakels zijn fijn vertakt en kunnen donkerrood of lichtroze van kleur zijn en aan de uiteinden wit worden. Het lichaam is wit en dik van huid, helemaal bedekt met buisvoeten. Er zijn twee ringen van tentakels; een buitenring van vijf paar grote en een binnenring van vijf paar kleine. Spicules zijn afwezig, behalve in de introvert en tentakels. Het zijn alleseters.

## Verspreiding
Thyonidium drummondii is wijdverspreid over de hele Britse eilanden en is met name veel voorkomend in zeearmen en beschutte locaties in west Schotland.